# Nastola
Nastola est une ancienne municipalité de la région du Päijät-Häme qui a fusionné avec Lahti en 2016.

## Géographie
Elle fait partie de la grande banlieue de Lahti, son centre administratif étant situé à 17 km du centre de la capitale régionale.
Si la municipalité est de taille relativement modeste, la population est en plus concentrée sur une toute petite partie du territoire communal. L'essentiel des habitations se situe en effet dans la bande très étroite (500 m à 2 km) qui sépare la moraine de Salpausselkä des lacs. C'est aussi par là que passe la route nationale 12 (Rauma-Tampere-Lahti-Kouvola) et la voie ferrée qui dessert tout l'Est de la Finlande.
Le reste de la commune est couvert de forêts et globalement peu peuplé.
Les municipalités voisines sont Orimattila au sud, Lahti et Hollola à l'ouest, Asikkala au nord-ouest, Heinola au nord et enfin Iitti à l'est (Vallée de la Kymi).

## Histoire
Historiquement, elle est connue pour avoir abrité le principal camp de prisonniers soviétiques pendant la Guerre d'Hiver et de continuation. Près de 65 000 soldats soviétiques sont passés par ce camp.

## Personnalités liées à la municipalité
- Valtteri Bottas (1989), pilote de Formule 1